# Arthrostylis aphylla
Arthrostylis aphylla är en halvgräsart som beskrevs av Robert Brown. Arthrostylis aphylla ingår i släktet Arthrostylis och familjen halvgräs. Inga underarter finns listade i Catalogue of Life.